# Paula Tsui Siu-Fung
Paula Tsui Siu-Fung 徐小鳳 (Wuhan, 1 januari 1949) (jiaxiang: Hubei, Wuhan, Wuchang) werd geboren als 徐小毛. Tsui Siu-Fung is een bekende Chinese Cantopopzangeres in Hongkong, Taiwan en het Chinese Vasteland. Zij was getrouwd met de Hongkongse staatsvertegenwoordiger Albert Cheng tussen 1975 en 1979, toen hij nog een controversiële radiopresentator was.

## Concerten
Volgens het boek van Guinness World Records 2003 heeft Siu-Fung het record van "single event" concerten gebroken in een voortdurende periode van drieënveertig concerten in zevenendertig dagen in Azië. Ze gaf een andere serie concerten in Hong Kong Coliseum in de zomer van 2005. Siu-Fung heeft twee bekende concerten geleverd, namelijk de Paula Tsui '89 Concert en Paula Tsui '87 Concert.
Tsui is bekend om haar opvallende kleding die ze op concerten draagt.